# Glaucocharis natalensis
Glaucocharis natalensis là một loài bướm đêm trong họ Crambidae.